# Kate Pierson
Catherine Elizabeth Pierson, detta Kate (Weehawken, 27 aprile 1948), è una cantante e polistrumentista statunitense famosa per essere la vocalist del gruppo The B-52's.

## Carriera
Nata in New Jersey, ha fondato il gruppo musicale new wave The B-52's nel 1976 insieme a Fred Schneider, Cindy Wilson, Ricky Wilson e Keith Strickland. Nella band Kate è cantante e polistrumentista: suona la chitarra, il basso e le tastiere. Nel corso della sua carriera ha collaborato, tra gli altri, con Ramones (Chop Suey), Iggy Pop (Candy), R.E.M. (alcune tracce dell'album Out of Time tra cui Shiny Happy People), David Byrne e Fatboy Slim (Here Lies Love).